# هولند (مقاطعة براون)
هولند، مقاطعة براون (بالإنجليزية: Holland, Brown County, Wisconsin)‏ هي بلدة تقع بولاية ويسكونسن في الولايات المتحدة. تبلغ مساحتها 93.2 (كم²)، وترتفع عن سطح البحر 234 م، بلغ عدد سكانها 1339 نسمة في عام 2000 حسب إحصاء مكتب تعداد الولايات المتحدة وتصل الكثافة السكانية فيها 14.4 نسمة/كم2.

## وصلات خارجية
- http://www.holland-wi.us/
- The US50 - Cities and Towns in Wisconsin State
- Wisconsin Cities and Towns, Facts, Map, Flag, Colleges, Government, and More